# جامعة مونديابوليس الدار البيضاء
جامعة مونديابوليس بالدار البيضاء هي جامعة خاصة، تأسست عام 1996 في الدار البيضاء.

## التاريخ
1996: إنشاء مونديابوليس، أول مدرسة متخصصة في الهندسة المالية بالمغرب.
1999: إنشاء معهد الإدارة وقانون الأعمال (IMADE)، وهو أول معهد متخصص في قانون الأعمال في المغرب.
2002: إنشاء المدرسة المغربية لعلوم الحاسب الآلي والإلكترونيات والأتمتة (EMIAE).
2009: دمج المدارس الثلاث للولادة في جامعة مونديابوليس الدار البيضاء، أول حرم جامعي خاص متعدد التخصصات في المغرب.
2012: اعتراف رسمي بعلامة جامعة ولاية خاصة.

## تدريب
تضم جامعة مونديابوليس 6 أقسام تعليمية:
- كلية العلوم الصحية
- مدرسة الهندسة
- مدرسة الأعمال
- معهد العلوم السياسية والقانونية والاجتماعية
- مركز الفصول التحضيرية
- مركز التدريب التنفيذي

## انظر ايضاً
- التعليم العالي في المغرب
- الجامعة الدولية للرباط

## الروابط الخارجية
- Site officiel